# 埃迪·道金斯
埃迪·道金斯（英語：Eddie Dawkins，1989年8月11日—）是一名新西兰场地自行车运动员。他曾在2010年英联邦运动会赢得男子争先赛银牌和男子1公里计时赛铜牌。在2014年英联邦运动会，他赢得男子个人争先赛铜牌和男子团体争先赛金牌，并和队友两次打破英联邦运动会纪录。